# Nœux-lès-Auxi
Nœux-lès-Auxi és un municipi francès situat al departament del Pas de Calais i a la regió dels Alts de França. L'any 2007 tenia 168 habitants.

## Demografia

### Població
El 2007 la població de fet de Nœux-lès-Auxi era de 168 persones. Hi havia 56 famílies de les quals 4 eren unipersonals (4 homes vivint sols), 16 parelles sense fills, 16 parelles amb fills i 20 famílies monoparentals amb fills.
La població ha evolucionat segons el següent gràfic:
Habitants censats

### Habitatges
El 2007 hi havia 78 habitatges, 56 eren l'habitatge principal de la família, 17 eren segones residències i 5 estaven desocupats. Tots els 73 habitatges eren cases. Dels 56 habitatges principals, 44 estaven ocupats pels seus propietaris, 11 estaven llogats i ocupats pels llogaters i 1 estava cedit a títol gratuït; 1 tenia dues cambres, 6 en tenien tres, 13 en tenien quatre i 36 en tenien cinc o més. 42 habitatges disposaven pel capbaix d'una plaça de pàrquing. A 21 habitatges hi havia un automòbil i a 28 n'hi havia dos o més.

### Piràmide de població
La piràmide de població per edats i sexe el 2009 era:
| Homes | Edats   | Dones |
| ----- | ------- | ----- |
| 0     | 95 o +  | 0     |
| 0     | 90 a 94 | 0     |
| 0     | 85 a 89 | 0     |
| 0     | 80 a 84 | 4     |
| 0     | 75 a 79 | 0     |
| 4     | 70 a 74 | 0     |
| 4     | 65 a 69 | 16    |
| 4     | 60 a 64 | 8     |
| 0     | 55 a 59 | 0     |
| 0     | 50 a 54 | 4     |
| 8     | 45 a 49 | 4     |
| 24    | 40 a 44 | 16    |
| 4     | 35 a 39 | 8     |
| 8     | 30 a 34 | 4     |
| 0     | 25 a 29 | 0     |
| 4     | 20 a 24 | 4     |
| 12    | 15 a 19 | 12    |
| 16    | 10 a 14 | 12    |
| 8     | 5 a 9   | 0     |
| 4     | 0 a 4   | 0     |

## Economia
El 2007 la població en edat de treballar era de 113 persones, 74 eren actives i 39 eren inactives. De les 74 persones actives 69 estaven ocupades (40 homes i 29 dones) i 5 estaven aturades (3 homes i 2 dones). De les 39 persones inactives 11 estaven jubilades, 11 estaven estudiant i 17 estaven classificades com a «altres inactius».

### Ingressos
El 2009 a Nœux-lès-Auxi hi havia 59 unitats fiscals que integraven 160 persones, la mediana anual d'ingressos fiscals per persona era de 14.174 €.

### Activitats econòmiques
Dels 3 establiments que hi havia el 2007, 1 era d'una empresa d'hostatgeria i restauració, 1 d'una entitat de l'administració pública i 1 d'una empresa classificada com a «altres activitats de serveis».
L'any 2000 a Nœux-lès-Auxi hi havia 8 explotacions agrícoles.

## Equipaments sanitaris i escolars
El 2009 hi havia una escola elemental integrada dins d'un grup escolar amb les comunes properes formant una escola dispersa.

## Poblacions més properes
El següent diagrama mostra les poblacions més properes.